# Sporting Cristal
Sporting Cristal is een Peruviaanse voetbalclub uit Rímac (Lima). De club werd opgericht op 13 december 1955 als Sporting Tabaco maar veranderde van naam toen een bierbedrijf de club overnam. Sporting Cristal is de derde Peruaanse club met de meeste titels en in 1997 werd het de tweede Peruaanse club die in de finale van de Copa Libertadores speelde.

## Geschiedenis

### 20e eeuw
In 1954 verkochten de Engelse eigenaars hun brouwerij Backus & Johnston uit het district Rímac aan Peruviaanse kapitalisten. De nieuwe eigenaars wilden graag een voetbalclub hebben die het bedrijf vertegenwoordigde.
Er was al een club uit de buurt, Sporting Tabaco, die in de hoogste klasse speelde. Tabaco had nog nooit de titel gewonnen en zat in een economische crisis. De club werd overgenomen en kreeg de naam Sporting Cristal Backus. In het eerste seizoen werd de club meteen landskampioen. In de pers werd de club bestempeld als geboren kampioen. De club zou nog meer titels winnen en werd een van de beste voetbalclubs van het land na Universitario de Deportes en Alianza Lima. Na enkele jaren werd Backus uit de naam gehaald om de economische onafhankelijkheid te demonstreren.

Julio Cesar Uribe, een van de beste spelers in de geschiedenis van de club

Cristal won het kampioenschap van 1979 in het Estadio Nacional. De club behaalde 19 overwinningen, 19 gelijke spelen en 6 verliespartijen. De topscorer van het team was Julio César Uribe met 18 goals.
In het gedecentraliseerde kampioenschap van 1994 werd Sporting Cristal comfortabel ingewijd kampioen. De superioriteit van dit team vergeleken met zijn rivalen was zo groot dat het vijf wedstrijden eerder kampioen werd. Een van hun overwinningen was tegen Defensor Lima met 11-1, dit is de grootste overwinning in de geschiedenis van Sporting Cristal.
Het jaar daarop won Cristal opnieuw een kampioenschap. De titel werd opnieuw comfortabel behaald, drie data voor het einde van het toernooi. In september van dat jaar heropende Sporting Cristal het San Martín de Porres stadion (tegenwoordig Alberto Gallardo stadion genoemd). In totaal speelde de club in 1995 44 wedstrijden, won 29, speelde 9 gelijk en verloor 6, scoorde 98 doelpunten en kreeg 36 tegen. Door het kampioenschap van 1996 te winnen, werd Sporting Cristal het eerste drievoudig kampioensteam in het Peruaanse profvoetbal. Gedurende het toernooi speelde de club 30 wedstrijden, won 22, speelde 3 gelijk en verloor 5, scoorde 71 doelpunten en kreeg 26 tegen.
In 1997 bereikte de club, onder de vleugels van de Uruguayaanse coach Sergio Markarián, de finale van de Copa Libertadores waar het Braziliaanse Cruzeiro. In de heenwedstrijd verloor Sporting met 1-0 en in de terugwedstrijd bleef het 0-0. Voor Peru was dit wel een uitstekende prestatie, de vorige Peruviaanse finalist in de Copa Libertadores was Universitario in 1972 dat toen verloor van Independiente de Avellaneda. In het Peruaanse kampioenschap, de club werd tweede in 1997, 1998 en 2000 en derde in 1999 en 2001.

### 21e eeuw

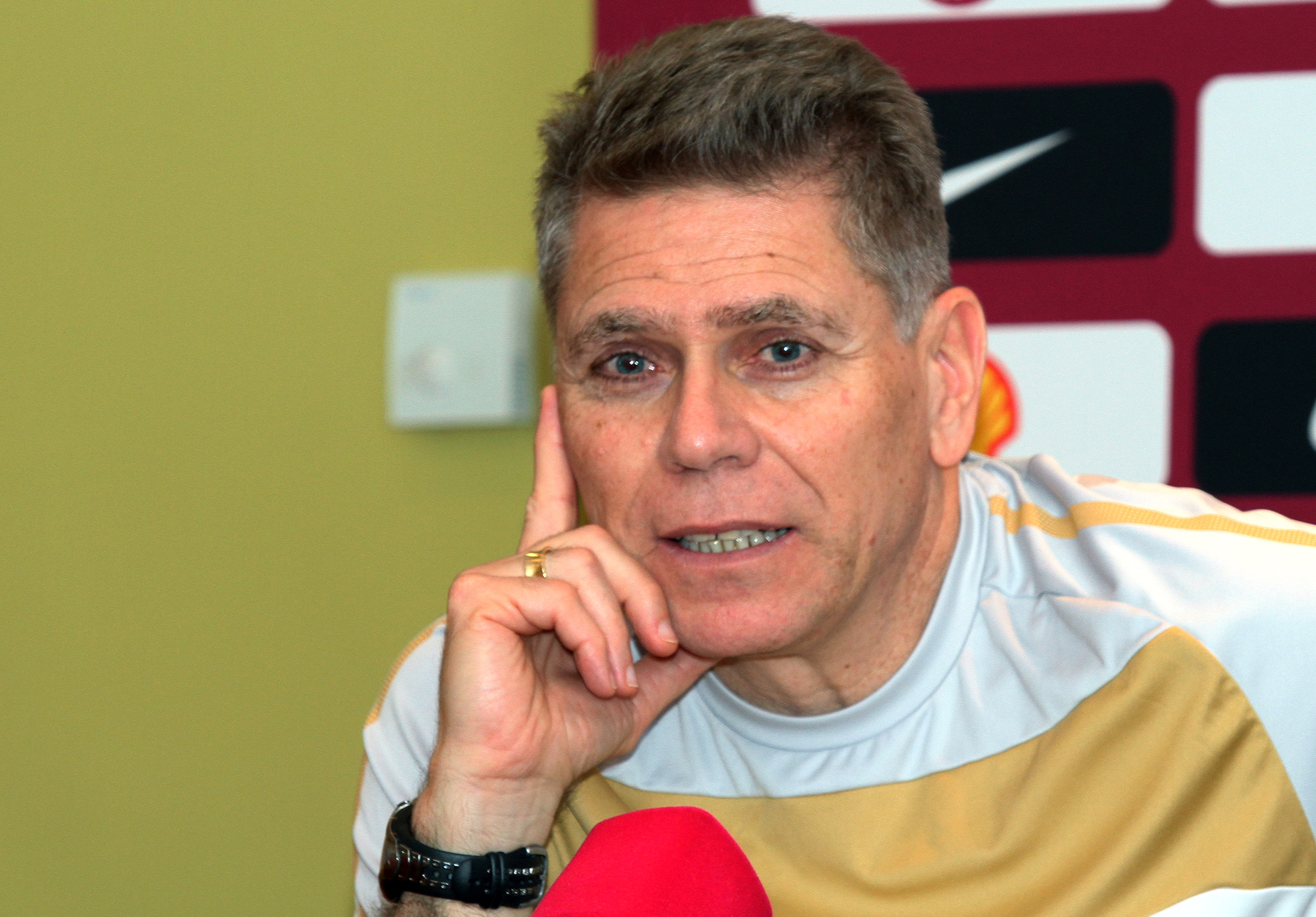
Paulo Autuori, kampioen met de club in 2002

In 2002 nam de Braziliaan Paulo Autuori de technische leiding van het team op zich. Met een team vol jonge mensen eindigde Cristal het Torneo Apertura op de derde plaats. De club werd landskampioen in het Torneo Clausura. De aanvoerder en doelpuntenmaker van het team met 23 goals was Luis Alberto Bonnet.

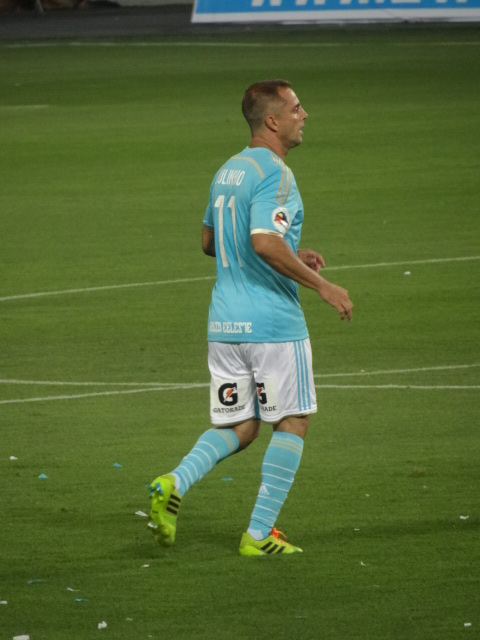
Julinho, idool van de club

In 2005 vierde Cristal zijn 50ste verjaardag met een nieuw nationaal kampioenschap. Aan het einde van de campagne had Cristal Jorge Soto en Luis Alberto Bonnet als doelpuntenmakers. In 2007 voltooide het team het slechtste seizoen in zijn geschiedenis, dat jaar stond het op het punt om naar de tweede divisie te gaan. Roberto Palacios, een van de idolen van de club, keerde terug naar het team om hem te helpen uit een slecht moment te komen.
De jaren 2009 en 2010 waren onregelmatige seizoenen waarin de club respectievelijk op de zevende en tiende plaats eindigde. In 2011 nam Felipe Cantuarias het presidentschap van Sporting Cristal op zich, waarmee een periode van institutionele verandering in de club begon. Verdiende eerbetoon werd gebracht aan idolen van de club zoals Julio César Balerio, Jorge Soto, Julio César de Andrade Moura "Julinho", Orlando de la Torre, Fernando Mellán, Julio César Uribe en Horacio Baldessari.

## Erelijst
- Primera División Peruana
  - Kampioen (20): 1956, 1961, 1968, 1970, 1972, 1979, 1980, 1983, 1988, 1991, 1994, 1995, 1996, 2002, 2005, 2012, 2014, 2016, 2018, 2020
  - Runner-ups (16): 1931*, 1954*, 1962, 1963, 1967, 1973, 1977, 1989, 1992, 1997, 1998, 2000, 2003, 2004, 2015, 2021

* =resultaten Sporting Tabaco inbegrepen
- Copa Bicentenario
  - Kampioen (1): 2021

- Copa Libertadores
  - Finalist: 1997

## Eerste elftal

### Selectie
| Nr.           | Naam              | Nationaliteit | Contract | Vorige club         |
| ------------- | ----------------- | ------------- | -------- | ------------------- |
| Doelmannen    |                   |               |          |                     |
| 1             | Matías Córdova    | Peru          | 2024     | eigen jeugd         |
| 12            | Renato Solís      | Peru          | 2023     | eigen jeugd         |
| 13            | Alejandro Duarte  | Peru          | 2025     | Sportivo Luqueño    |
| 26            | Emile Franco      | Peru          | 2023     | Deportivo Coopsol   |
| Verdedigers   |                   |               |          |                     |
| 2             | Johan Madrid      | Peru          | 2023     | Sport Rosario       |
| 3             | Benjamín Villalta | Peru          | 2023     | eigen jeugd         |
| 4             | Gianfranco Chávez | Peru          | 2023     | Deportivo Coopsol   |
| 5             | Rafael Lutiger    | Peru          | 2025     | Carlos Mannucci     |
| 14            | Ignácio da Silva  | Brazilië      | 2023     | EC Bahia            |
| 15            | Jhilmar Lora      | Peru          | 2023     | eigen jeugd         |
| 24            | Junior Huerto     | Peru          | 2023     | Cantolao            |
| 29            | Nilson Loyola     | Peru          | 2024     | Goiás               |
| 31            | Flavio Alcedo     | Peru          | 2023     | eigen jeugd         |
| 32            | Leonardo Díaz     | Peru          | 2023     | eigen jeugd         |
| 33            | Gilmar Paredes    | Peru          | 2023     | eigen jeugd         |
| 36            | Gabriel Alfaro    | Peru          | 2023     | eigen jeugd         |
| Middenvelders |                   |               |          |                     |
| 6             | Jesús Pretell     | Peru          | 2023     | FBC Melgar          |
| 8             | Leandro Sosa      | Uruguay       | 2023     | Ayacucho FC         |
| 16            | Jesús Castillo    | Peru          | 2024     | eigen jeugd         |
| 19            | Yoshimar Yotún    | Peru          | 2024     | Cruz Azul           |
| 21            | Adrián Ascues     | Peru          | 2025     | Deportivo Municipal |
| 22            | Juan Sánchez      | Ecuador       | 2025     | IDV                 |
| 25            | Martín Távara     | Peru          | 2023     | Sport Rosario       |
| 34            | Aldair Vásquez    | Peru          | 2023     | eigen jeugd         |
| Aanvallers    |                   |               |          |                     |
| 7             | Washington Corozo | Ecuador       | 2023     | Austin FC           |
| 9             | Brenner Marlos    | Brazilië      | 2023     | Ituano              |
| 10            | Alejandro Hohberg | Peru          | 2024     | Universitario       |
| 11            | Irven Ávila       | Peru          | 2023     | FBC Melgar          |
| 17            | Adrián Ugarriza   | Peru          | 2024     | Cienciano           |
| 20            | Joao Grimaldo     | Peru          | 2023     | eigen jeugd         |
| 28            | Marlon Perea      | Peru          | 2024     | eigen jeugd         |
| 30            | Jostin Alarcón    | Peru          | 2025     | Sport Boys          |

## Bekende ex-spelers
| - Alberto Gallardo - Julio César Uribe - Nolberto Solano - Jorge Soto - Roberto Palacios - Miguel Rebosio - Flavio Maestri - José Del Castillo - Mario "Velita" Aquije - Júlio Andrade "Julinho" | - Estanislao Struway - Pedro Garay - Julio Cesar Balerio - Oscar Míguez - Luis Alberto Bonnet - Percy Olivares - Pablo Zegarra - Andrés Mendoza - Ramon Quiroga |

## Kampioensteams

### 1956
Rafael Asca, Reynaldo Párraga, Guillermo Lozano, Alfredo Cavero, Raúl Pini, Adolfo Donayre, Alberto Del Solar, Dante Rovay, Ernesto Villamares, Roberto Martínez, Dardo Acuña, Antonio García, Ernesto Rivera Carrera, Carlos Zunino, Enrique Vargas, Máximo Mosquera, Vicente Villanueva, Luis A. Navarrete, Antonio Sacco, Faustino Delgado, Urbano Farfán en Fernando Narciso.

### 1961
Reynaldo Párraga, Rafael Asca, Luis Rubiños, Eloy Campos, Anselmo Ruíz, Orlando de La Torre, Alberto Del Solar, Roberto Elías, Hugo Carmona, Matías Quintos, Alipio Escate, Javier C. Márquez, Raúl A. Romero, Carlos Lazón, Alberto Ramírez, Nicolás Nieri, Gerardo Altuna, Félix Martínez, José del Castillo, Alberto Gallardo, Faustino Delgado, Luis Pasache, Enrique Arguedas en Carlos Castro.

### 1968
Luis Rubiños, Alberto Párraga, Amado Tejada, Eloy Campos, Fernando Mellán, Orlando de La Torre, Roberto Elías, Víctor Fernández, Anselmo Ruíz, César Tagle, Luis Beretta, Ángel Velásquez, Ramón Mifflin, Nicolás Nieri, Alfredo Quesada, Ricardo Quiñonez Arizaga, José Villanueva, Tadeo Risco, José del Castillo, Alberto Gallardo, Carlos Gonzales Pajuelo, Mario Aquije, Jorge Vásquez, Bernabé Navarro, Julio Salas, Alfredo Córdova en Samuel Molina.

### 1970

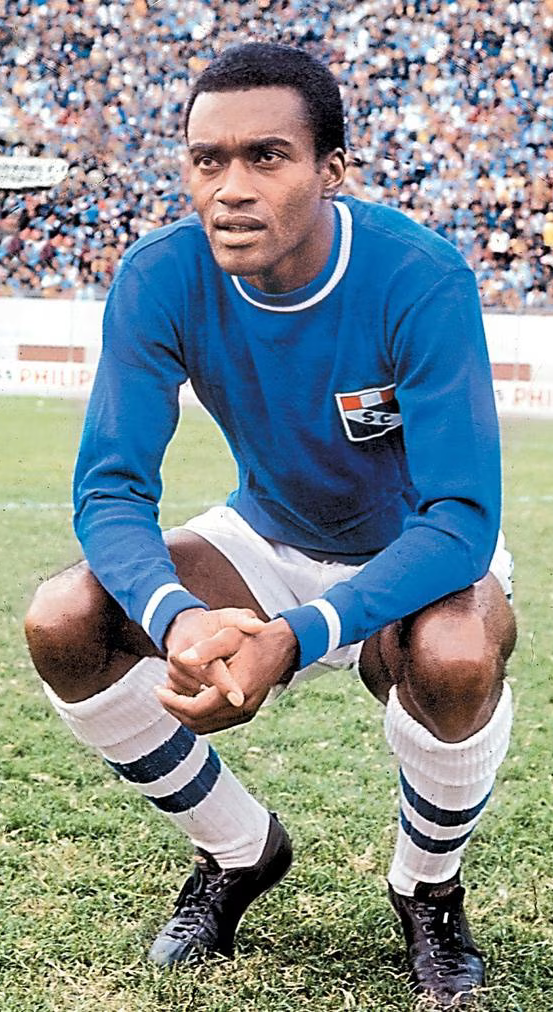
Alberto Gallardo

Luis Rubiños, Rodolfo Bazán, Amado Tejada, Eloy Campos, Fernando Mellán, Orlando de La Torre, Roberto Elías, Víctor Fernández, Héctor Revoredo, César Tagle, Ramón Mifflin, Alfredo Quesada, José del Castillo, Jorge Charún, Roberto Chauca, Hernán Cortez, Alberto Gallardo, Carlos Gonzales Pajuelo, Próspero Merino, Bernabé Navarro, Tadeo Risco, Mario Aquije, Alejandro Guzmán en Carlos Lizarzaburu.

### 1972
Ramón Quiroga, Luis Rubiños, Gerardo Rubiños, Eloy Campos, Orlando de La Torre, Víctor Fernández, Fernando Mellán, César Tagle, Gerardo Baigorria, Héctor Revoredo, Víctor Benítez, Juan Rubianes, Roberto Chauca, Ramón Mifflin, Alfredo Quesada, José del Castillo, Raúl Quiles, Luis Farfán, Luis A. Torres, Carlos Gonzales Pajuelo, Augusto Palacios, Vinha de Souza, Alberto Gallardo, Reynaldo Jaime, Juan P. Orbegozo, Tadeo Risco en Luiz Carlos de Oliveira.

### 1979
Ramón Quiroga, Gustavo Bazán, Roger Valdivia, Eleazar Soria, Héctor Chumpitaz, Rubén Díaz, Carlos Carbonell, Fernando Mellán, Miguel Gutiérrez, José Navarro, Gustavo A. Bustamante, Reynaldo Costa, Alfredo Quesada, Pedro Chinchay, Ramón Mifflin, Luis Reyna, Julio César Uribe, Arturo Bisetti, Julio Aparicio, Enrique Jesfen, Roberto Mosquera, Juan Carlos Oblitas, Eloy Ortiz, Oswaldo Ramírez, Percy Rojas, Hugo Palomino, Edgar Astudillo, Raúl Gonzales en Walter Pasache.

### 1980
Ramón Quiroga, Gustavo Bazán, Elías Acevedo, Eleazar Soria, Héctor Chumpitaz, Rubén Díaz, José Navarro, Miguel Gutiérrez, Gerardo Baigorria, Carlos Ríos Mora, Gustavo A. Bustamante, Carlos Armando Hidalgo, Alfredo Quesada, Pedro Chinchay, Luis Reyna, Julio César Uribe, Gustavo Fernández, Oscar Luis Mangier, Roberto Mosquera, Juan Carlos Oblitas, Oswaldo Ramírez, Percy Rojas, Eloy Ortiz, Edgar Astudillo, Carlos Campos Acuña, Dardo Acuña en Oscar Chirinos.

### 1983
Gerardo Rubiños, Humberto Valdettaro, Gustavo Bazán, Miguel Gutiérrez, Pablo Lobatón, Héctor Chumpitaz, Rubén Toribio Díaz, Carlos Ríos Mora, Felipe Uculmana, César Carlos Gonzales Hurtado, Juan Piña, Guillermo Ramírez,  Alfredo Quesada, Luis Reyna, Óscar León, Enrique Bone, Pedro Ruiz, Alan Incháustegui, Rafael Cánepa, Luis Mora, Jorge Hirano, Juan Caballero, César Loyola, Oswaldo Flores, Julio Antonio Aliaga en Emilio Murakami.

### 1988
Jesús Purizaga, Gustavo Gonzales, Carlos Marrou, Roberto Arrelucea, Segundo Cruz, Jorge Arteaga, Percy Olivares, Luis Ávila, Martín Ochandarte, Pedro Olivares, Walter Galdos, Mario Palacios, José Fernández Salas, Luis Redher, Francesco Manassero, Julio César Antón, Julio César Uribe, Jesús Sánchez, César Loyola, Víctor Hurtado, Óscar Calvo, Luis Chavieri, Pedro Arteaga, Víctor Ramírez en Ayrton Loyola.

### 1991
Carlos Castagneto, Miguel Miranda, Francisco Pizarro, Jorge Arteaga, Luis Ávila, Manuel Earl, Carlos Gastiaburú, Carlos Enrique Lobatón, Percy Olivares, Claudio Pedraglio, Orlando Prado, Leo Roja, Dany Aviles, Julio César Antón, Juvenal Briceño, Juan Carlos Kopriva, Francesco Manassero, Pedro Novella, Roberto Palacios, Pablo Zegarra, Julio César Uribe, Horacio Baldessari, Martín Dall'Orso, Eugenio La Rosa, Flavio Maestri en Franco Navarro.

### 1994
Julio César Balerio, Rafael Quesada, Frank Villanueva, Jorge Soto, Juan Ramón Castro, Manuel Earl, Orlando Prado, Nolberto Solano, Martín Ramírez, Diego Rebagliati, Carlos Torres, Martín Vásquez, Pedro Garay, Germán Pinillos, Álex Magallanes, Roberto Palacios, César Angelello, Aldo Olcese, Julinho, Flavio Maestri, Julio Rivera, Juan Carlos Letelier, Julio Lurita, Fredy Uribe en Pedro Gavilano.

### 1995
Julio César Balerio, Carlos Marrou, Frank Villanueva, Jorge Soto, José Soto, Marcelo Asteggiano, Manuel Earl, Orlando Prado, Germán Pinillos, Nolberto Solano, Carlos Torres, Martín Ramírez, Pedro Garay, Erick Omar Torres, Martín Hidalgo, Alex Magallanes, Roberto Palacios, Álex Pineda, Flavio Maestri, Julinho, Julio Rivera, Bica, Marco Roberto en Pedro Prado.